# Ironbank
Ironbank är en ort i Australien. Den ligger i kommunen Onkaparinga och delstaten South Australia, omkring 15 kilometer sydost om delstatshuvudstaden Adelaide. Antalet invånare är 524.
Runt Ironbank är det ganska tätbefolkat, med 56 invånare per kvadratkilometer.. Närmaste större samhälle är Adelaide, omkring 15 kilometer nordväst om Ironbank. 
I omgivningarna runt Ironbank växer i huvudsak blandskog. Genomsnittlig årsnederbörd är 729 millimeter. Den regnigaste månaden är juni, med i genomsnitt 133 mm nederbörd, och den torraste är december, med 21 mm nederbörd.